# Зверева, Галина Владимировна
Гали́на Влади́мировна Зве́рева (27 мая (9 июня) 1917, Уфа — 11 января 2001) — советский и украинский учёный в области ветеринарии, доктор ветеринарных наук (1953), в том же году — профессор, с 1966 — член-корреспондент ВАСХНИЛ, с 1968 — заслуженный деятель науки УССР.

## Биография
В 1939 году окончила Троицкий ветеринарный институт. Работала в 1941-1949 годах в Троицком зооветинституте старшим лаборантом кафедры эпизоотии, ассистентом, и.о. заведующего кафедрой акушерства.
С 1948 года работала во Львовском зооветинституте — по 1990 год заведовала, в 1990-2001 годах — профессор кафедры акушерства и искусственного осеменения.
Является автором научных трудов по ветеринарному акушерству, гинекологии, искусственному осеменению сельскохозяйственных животных. Первой применила электронно-микроскопическую методику для исследования спермиев, разработала новые красители для окраски спермы.
Является одним из основателей львовской школы ветеринарных акушеров.
За свои достижения награждена тремя орденами Трудового Красного Знамени, орденом «Знак почета», медалями СССР и Чехословакии, грамотами ВДНХ.
Опубликовано более 300 её научных трудов. Зарегистрировала 4 авторских свидетельства и патента на изобретения.
Некоторые из ее работ:
- 1960 — «Советы по искусственному осеменению коров» — Львов,
- 1976 — «Гинекологические болезни коров» (в соавторстве),
- 1981 — «Профилактика бесплодия коров и телок» (в соавторстве),
- 1987 — «Справочник техника по искусственному осеменению животных» (в соавторстве).